# Martirio di san Matteo
Il Martirio di San Matteo è un dipinto a olio su tela (323x343 cm) di Caravaggio, databile al 1599-1600 è conservato nella Cappella Contarelli della chiesa di San Luigi dei Francesi a Roma.
La scena si sviluppa concentricamente intorno alla figura di un carnefice nell'atto di colpire il futuro martire.

## Storia
La commissione del dipinto si deve al cardinale Matteo Contarelli, il quale, intorno al 1590, aveva lasciato fondi e istruzioni specifiche nel suo testamento per la decorazione di una cappella dedicata al suo omonimo San Matteo. Essa fu costruita nella chiesa di San Luigi dei Francesi, con una cupola affrescata dall'artista tardomanierista Giuseppe Cesari, ex maestro di Caravaggio e uno dei pittori più popolari di Roma, protetto dal Papa e dai Contarelli. Nel frattempo il cardinale Francesco Del Monte, mecenate di Caravaggio e prefetto della Fabbrica di San Pietro, intervenne per dare a Caravaggio la sua prima grande commissione romana. L'artista lombardo elaborò pertanto una pala d'altare avente per soggetto San Matteo ispirato da un angelo nella scrittura del Vangelo: sebbene si pensi erroneamente che quest'opera, oggi perduta, sia stata rifiutata dalla Chiesa per il suo carattere scandaloso, essa fu probabilmente realizzata col solo intento di ottenere l'incarico. In effetti la commissione, datata luglio 1599, prevedeva la realizzazione di sole due tele per le pareti laterali della cappella; il pagamento fu elargito esattamente un anno dopo, segno che entrambe le tele erano state completate.
I soggetti scelti dal Caravaggio furono la Vocazione e il Martirio di san Matteo. L'artista lavorò in contemporanea alle due tele, ma i critici sono concordi nel ritenere che il Martirio fu il primo a essere iniziato, ma la Vocazione fu il primo a essere completato. Si trattava delle prime opere di Caravaggio ad avere dimensioni monumentali, e più figure umane rappresentate contemporaneamente. Caravaggio compose almeno tre diverse versioni del quadro: la prima godeva di una composizione più classica, con il fondo chiuso dalla mole di un tempio; al centro si trovava un soldato che irrompeva nella scena coprendo quasi San Matteo, il quale doveva avere una posa simile a quella dell'angelo nel Riposo durante la fuga in Egitto. Nella seconda versione i gesti dei personaggi acquisivano maggior vigore. Nella versione definitiva Caravaggio ambienta la scena in uno spazio profondo, con al centro il martirio del santo e ai lati una corona di astanti che fuggono.
I dipinti riscossero un subitaneo successo, spingendo i Contarelli a commissionare una terza tela avente lo stesso soggetto della pala di prova, destinata alla parete di fondo. Caravaggio decise tuttavia di non riprendere le innovazioni che aveva sperimentato nella prima versione, e di attenersi a un'iconografia più tradizionale. Le tre tele sono a tutt'oggi esposte nella Cappella Contarelli.

## Descrizione e stile
La scena è rappresentata all'interno di una struttura architettonica che ricorda quella di una chiesa (ciò si deduce dalla presenza di un altare con la croce e di un fonte battesimale) e quindi si atterrebbe alla Legenda Aurea per cui S. Matteo sarebbe stato assassinato dopo una messa. I personaggi sono stati disposti su una sorta di piattaforma inclinata, alla maniera teatrale, che ha l'effetto di avvicinarli allo spettatore e aumentare il pathos della raffigurazione. Al centro del quadro vi è San Matteo che giace a terra dopo essere stato colpito dal suo carnefice, il personaggio seminudo (probabilmente il falso neofita) che gli blocca il braccio; il corpo di quest'ultimo è tornito, a  ricordo dell'Adamo della Sistina di Michelangelo.
La posizione delle braccia di San Matteo, aperte, richiama la croce, tuttavia egli non è illuminato totalmente quanto lo è il carnefice, perché egli è già in Grazia Divina. Il vero protagonista-peccatore è dunque il sicario, è su di lui che deve agire la luce salvifica di Dio. In alto a destra un angelo di ispirazione tardo-manierista, elegantissimo e raffinato anche nella postura sinuosa, si sporge da una nuvola per tendere a San Matteo la palma del martirio. Attorno, in tutto lo spazio figurativo disponibile, Caravaggio inserisce i fedeli presenti alla messa: due personaggi di fronte, uno volto in avanti e l'altro presentato con uno scorcio ardito, un bimbo che scappa, altri uomini scomposti in gesti e posture dalle quali traspare tutto l'orrore e la tensione per essere testimoni di una scena simile. È da notare un autoritratto di Caravaggio in fondo a sinistra, nel personaggio che osserva. Come spesso è accaduto anche in quest'opera, nella quale Caravaggio decide di rappresentare il martirio del santo come se si trattasse di un assassinio brutale lungo una strada, vi è la testimonianza della sua inventiva per l'aver trasferito un episodio della storia sacra nella vita di ogni giorno, per conferire realtà, veridicità e una forte componente emotiva.
Il critico Roberto Longhi, nel 1929, ha avanzato l'ipotesi che l'archetipo del dipinto potrebbe essere il Martirio di san Pietro da Verona del Moretto, dipinto tra il 1530 e il 1535 e oggi custodito nella Pinacoteca Ambrosiana di Milano. Secondo lo studioso, "la tragica serietà di questo Pietro Martire dagli occhi ingolfati d'ombra (fatto anticlassico per eccellenza), la subitanea violenza fisica dei manigoldi, espressi in una plastica vicinissima e, dunque, diventata tutto orrore imminente di epidermide e di sangue pulsante, presentano molto dappresso il caravaggesco Martirio di san Matteo. È il novizio che fugge e si volge nell'aria sottile e dimostra già, non dico la plastica, ma l'evidenza secca, nitida e fulminante del primo Caravaggio".

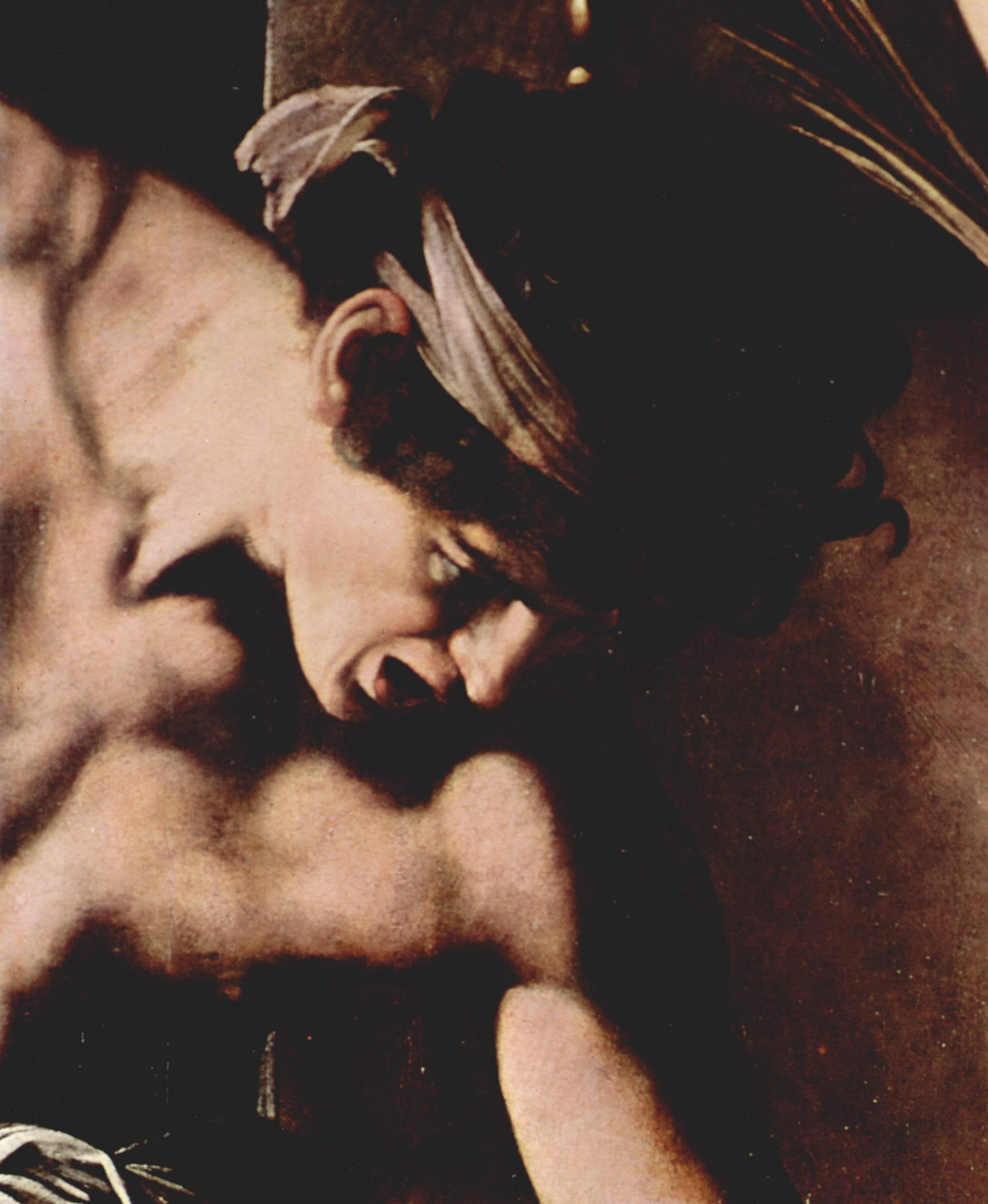
Il carnefice
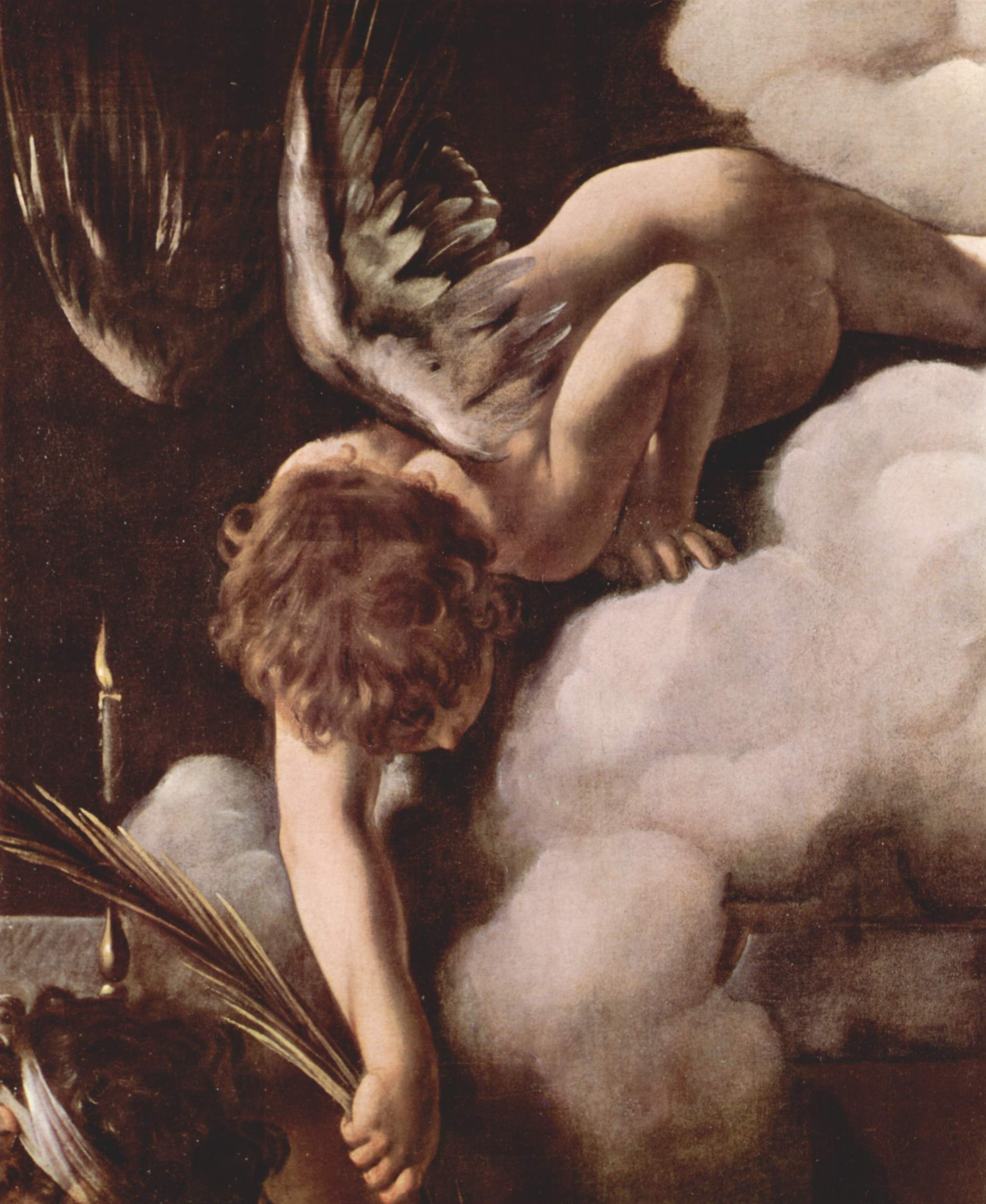
L'angelo
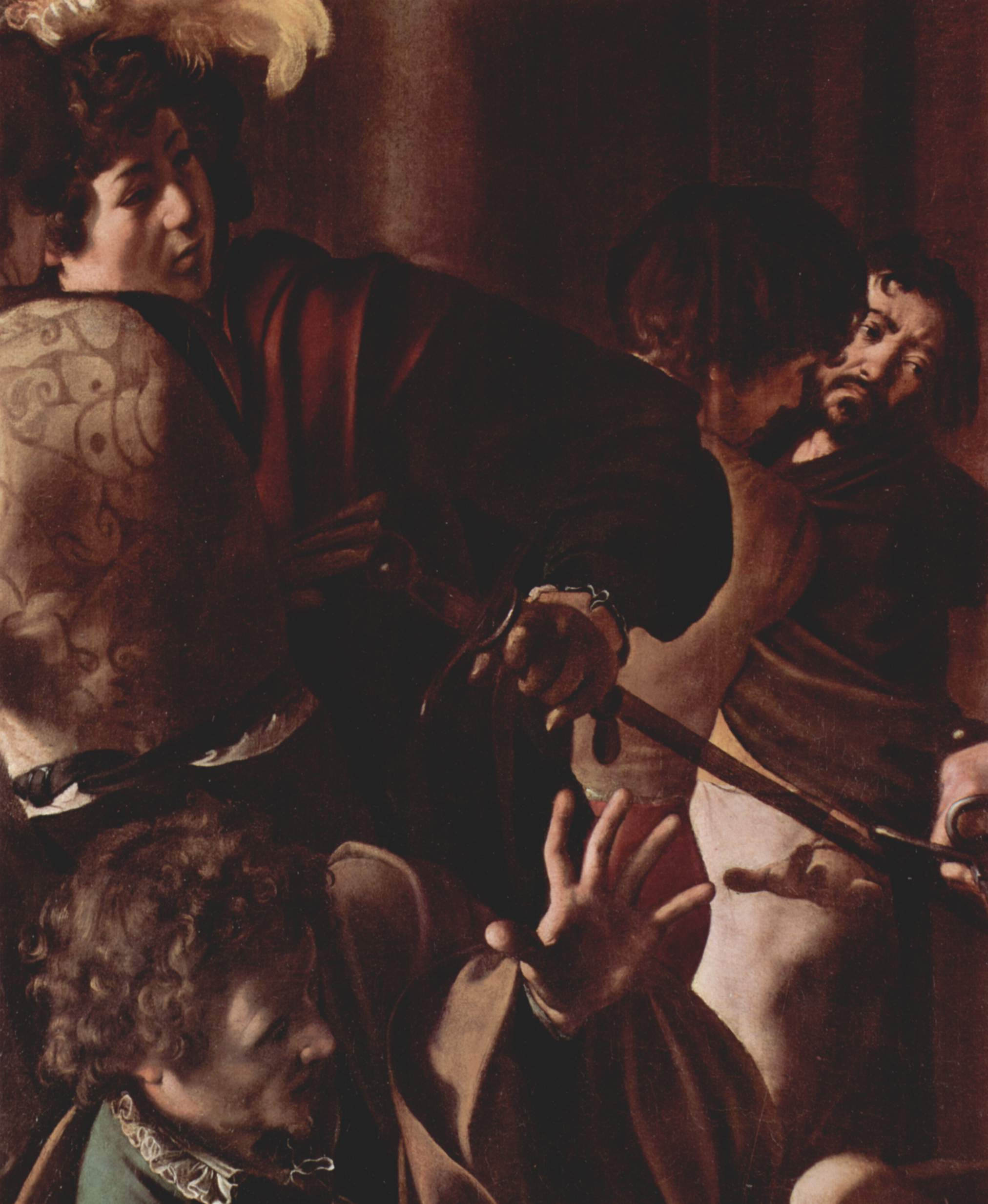
Spettatori, tra i quali si intravede un autoritratto del Caravaggio